# Сан Касијано-Санта Марија дел Кармине (Пескара)
Сан Касијано-Санта Марија дел Кармине (итал. San Cassiano-Santa Maria del Carmine) је насеље у Италији у округу Пескара, региону Абруцо.
Према процени из 2011. у насељу је живело 120 становника. Насеље се налази на надморској висини од 126 м.